# Рассел, Уильям, 1-й герцог Бедфорд
Уильям Рассел (англ. William Rassell; август 1616 — 7 сентября 1700) — британский аристократ, рыцарь Бани, 6-й барон Рассел и 5-й граф Бедфорд с 1641 года, 1-й герцог Бедфорд и 1-й маркиз Тависток с 1694 года, кавалер ордена Подвязки. Участвовал в гражданской войне на стороне парламента, на время перешёл на сторону роялистов, после этого смог вернуться в политику только благодаря Реставрации Стюартов.

## Биография
Уильям Рассел родился в августе 1616 года в семье Фрэнсиса Рассела, 4-го графа Бедфорда, и его жены Кэтрин Бриджес, став вторым сыном и старшим из числа выживших. 1 февраля 1626 года он был посвящён в рыцари Бани, позже получил образование в колледже святой Магдалены в Оксфорде. В 1635—1637 годах сэр Уильям находился в Мадриде, где изучал испанский язык. В апреле 1640 года он был избран в Палату общин от Тавистока (Девон), а после смерти отца 9 мая 1641 года занял место в Палате лордов как 5-й граф Бедфорд.
Во время политического кризиса, переросшего в гражданскую войну, Рассел встал на сторону парламента. Он был назначен лордом-лейтенантом Девона и Сомерсета, в звании генерала кавалерии сражался при Эджхилле (1642). В 1643 году, когда выдвинутые Палатой лордов мирные предложения были отвергнуты Палатой общин, сэр Уильям перешёл на сторону короля и, получив прощение в Оксфорде, принял участие в осаде Глостера и в первой битве при Ньюбери. Однако в декабре того же года он сдался командующему парламентской армией графу Эссексу. В письме спикеру Палаты лордов Рассел рассказал, что хотел убедить короля «подчиниться своему парламенту», но понял, что это ему не удастся. Некоторое время он провёл под стражей. Арест, наложенный на его владения, был снят в июне 1644 года, но вернуть себе место в Палате лордов, потерянное после бегства в Оксфорд, граф не смог. С этого времени до Реставрации Стюартов в 1660 году он жил в своих поместьях, не занимаясь политикой.
На коронации Карла II сэр Уильям нёс жезл святого Эдуарда. С 1660 года он снова заседал в Палате лордов, в 1671 году был назначен губернатором Плимута, в 1673 — одним из уполномоченных по исполнению обязанностей графа-маршала. При этом граф не получил ни одного важного государственного поста, а после казни в 1683 году его сына Уильяма, признанного виновным в государственной измене, практически отказался от участия в общественной жизни.
После Славной революции сэр Уильям стал членом Тайного совета, лордом-лейтенантом Бедфордшира, Кембриджшира (1689) и Мидлсекса (1693), 11 мая 1694 года получил титулы герцога Бедфорда и маркиза Тавистока. 13 июня 1695 года ему был пожалован ещё и титул барона Хоуленда. Герцог умер 7 сентября 1700 года и был похоронен в Шенисе.

## Семья
Рассел был женат на Энн Карр, дочери Роберта Карра, 1-го графа Сомерсета, и Фрэнсис Говард. В этом браке родились семеро детей:
- Диана (умерла в 1701), жена Гревиля Верни, 9-го барона Уиллоуби де Брука, и Уильяма Алингтона, 3-го барона Алингтона[4];
- Маргарет, жена Эдуарда Рассела, 1-го графа Орфорда[5];
- Джон[5];
- Фрэнсис (1638—1678), лорд Рассел[2];
- Уильям (1639—1683), лорд Рассел[2];
- Джеймс (1640—1712)[6];
- Эдуард (1642—1714)[5].